# ISO 3166-2:GB
ISO 3166-2:GB là một mã xác định các khu vực hành chính của Vương quốc Anh bởi Tổ chức tiêu chuẩn hóa quốc tế và là một tập hợp con của ISO 3166-2. Mã được chia thành hai phần, mỗi phần bao gồm ba chữ cái Latinh.
Một phần của định nghĩa cấu thành bốn quốc gia cấu thành của Vương quốc Anh: Anh, Scotland, Bắc Ireland và Wales. Tổ chức tiêu chuẩn hóa quốc tế cũng xác định mã độc quyền cho ba khu vực địa lý phổ biến, chẳng hạn như Anh và Wales, Scotland và Vương quốc Anh.
Phần khác xác định các khu vực chi tiết hơn, bao gồm các khu vực hành chính sau:
- Anh:
  - 1 thành phố cấp quận (Thành phố Luân Đôn)
  - 27 quận phi đô thị
  - 55 lĩnh vực quản lý
  - 32 đô thị Luân Đôn
  - 36 đô thị
- Scotland: 32 khu vực nghị viện
- Bắc Ireland: 26 hội đồng khu vực
- Wales: 22 quận quản lý

Mã phải được đặt trước mã Anh "GB" trong ISO 3166-1 làm tiền tố, với số kết nối ở giữa.

## Mã hiện tại
Tên phân khu được liệt kê như trong tiêu chuẩn ISO 3166-2 do Cơ quan bảo trì ISO 3166 (ISO 3166/MA) công bố.
BS 6879 cung cấp các mẫu tên thay thế trong tiếng Wales (cy) cho một số cơ quan thống nhất của xứ Wales (cùng với các yếu tố mã thay thế). Do phần này của ISO 3166 không cho phép mã hóa trùng lặp các phân mục giống hệt nhau, nên các tên thay thế trong tiếng Wales và các phần tử mã chỉ được hiển thị cho mục đích thông tin trong dấu ngoặc vuông sau tên tiếng Anh của phân mục.

### Các quốc gia và tỉnh
| Mã     | Tên phân khu         | Phân ngành |
| ------ | -------------------- | ---------- |
| GB-ENG | Anh                  | quốc gia   |
| GB-NIR | Bắc Ireland          | tỉnh       |
| GB-SCT | Scotland             | quốc gia   |
| GB-WLS | Wales [Cymru GB-CYM] | quốc gia   |

Wales đã được thay đổi từ được mô tả là một "nguyên tắc" thành được mô tả như là một "quốc gia" trong bản cập nhật tháng 12 năm 2011 theo tiêu chuẩn. Anh và Scotland được duy trì là quốc gia và Bắc Ireland được duy trì là tỉnh.

### Quốc gia
| Mã     | Tên             |
| ------ | --------------- |
| GB-EAW | Anh và xứ Wales |
| GB-GBN | Đảo Anh         |
| GB-UKM | Anh Quốc        |

### Phân khu cấp hai
| Mã     | Tên phân khu (en)                                   | Phân ngành         | Phân khu cấp trên |
| ------ | --------------------------------------------------- | ------------------ | ----------------- |
| GB-BKM | Buckinghamshire                                     | hạt                | ENG               |
| GB-CAM | Cambridgeshire                                      | hạt                | ENG               |
| GB-CMA | Cumbria                                             | hạt                | ENG               |
| GB-DBY | Derbyshire                                          | hạt                | ENG               |
| GB-DEV | Devon                                               | hạt                | ENG               |
| GB-DOR | Dorset                                              | hạt                | ENG               |
| GB-ESX | Đông Sussex                                         | hạt                | ENG               |
| GB-ESS | Essex                                               | Đông Sussex        | ENG               |
| GB-GLS | Gloucestershire                                     | Đông Sussex        | ENG               |
| GB-HAM | Hampshire                                           | Đông Sussex        | ENG               |
| GB-HRT | Hertfordshire                                       | hạt                | ENG               |
| GB-KEN | Kent                                                | hạt                | ENG               |
| GB-LAN | Lancashire                                          | hạt                | ENG               |
| GB-LEC | Leicestershire                                      | hạt                | ENG               |
| GB-LIN | Lincolnshire                                        | hạt                | ENG               |
| GB-NFK | Norfolk                                             | hạt                | ENG               |
| GB-NYK | North Yorkshire                                     | hạt                | ENG               |
| GB-NTH | Northamptonshire                                    | hạt                | ENG               |
| GB-NTT | Nottinghamshire                                     | hạt                | ENG               |
| GB-OXF | Oxfordshire                                         | hạt                | ENG               |
| GB-SOM | Somerset                                            | hạt                | ENG               |
| GB-STS | Staffordshire                                       | hạt                | ENG               |
| GB-SFK | Suffolk                                             | hạt                | ENG               |
| GB-SRY | Surrey                                              | hạt                | ENG               |
| GB-WAR | Warwickshire                                        | hạt                | ENG               |
| GB-WSX | West Sussex                                         | hạt                | ENG               |
| GB-WOR | Worcestershire                                      | hạt                | ENG               |
| GB-LND | Thành phố Luân Đôn                                  | thủ đô             | ENG               |
| GB-BDG | Barking và Dagenham                                 | Thành phố Luân Đôn | ENG               |
| GB-BNE | Barnet                                              | Thành phố Luân Đôn | ENG               |
| GB-BEX | Bexley                                              | Thành phố Luân Đôn | ENG               |
| GB-BEN | Brent                                               | Thành phố Luân Đôn | ENG               |
| GB-BRY | Bromley                                             | Thành phố Luân Đôn | ENG               |
| GB-CMD | Camden                                              | Thành phố Luân Đôn | ENG               |
| GB-CRY | Croydon                                             | Thành phố Luân Đôn | ENG               |
| GB-EAL | Ealing                                              | Thành phố Luân Đôn | ENG               |
| GB-ENF | Enfield                                             | Thành phố Luân Đôn | ENG               |
| GB-GRE | Greenwich                                           | Thành phố Luân Đôn | ENG               |
| GB-HCK | Hackney                                             | Thành phố Luân Đôn | ENG               |
| GB-HMF | Hammersmith và Fulham                               | Thành phố Luân Đôn | ENG               |
| GB-HRY | Haringey                                            | Thành phố Luân Đôn | ENG               |
| GB-HRW | Harrow                                              | Thành phố Luân Đôn | ENG               |
| GB-HAV | Havering                                            | Thành phố Luân Đôn | ENG               |
| GB-HIL | Hillingdon                                          | Thành phố Luân Đôn | ENG               |
| GB-HNS | Hounslow                                            | Thành phố Luân Đôn | ENG               |
| GB-ISL | Islington                                           | Thành phố Luân Đôn | ENG               |
| GB-KEC | Kensington và Chelsea                               | Thành phố Luân Đôn | ENG               |
| GB-KTT | Kingston upon Thames                                | Thành phố Luân Đôn | ENG               |
| GB-LBH | Lambeth                                             | Thành phố Luân Đôn | ENG               |
| GB-LEW | Lewisham                                            | Thành phố Luân Đôn | ENG               |
| GB-MRT | Merton                                              | Thành phố Luân Đôn | ENG               |
| GB-NWM | Newham                                              | Thành phố Luân Đôn | ENG               |
| GB-RDB | Redbridge                                           | Thành phố Luân Đôn | ENG               |
| GB-RIC | Richmond upon Thames                                | Thành phố Luân Đôn | ENG               |
| GB-SWK | Southwark                                           | Thành phố Luân Đôn | ENG               |
| GB-STN | Sutton                                              | Thành phố Luân Đôn | ENG               |
| GB-TWH | Tower Hamlets                                       | Thành phố Luân Đôn | ENG               |
| GB-WFT | Waltham Forest                                      | Thành phố Luân Đôn | ENG               |
| GB-WND | Wandsworth                                          | Thành phố Luân Đôn | ENG               |
| GB-WSM | Westminster                                         | Thành phố Luân Đôn | ENG               |
| GB-BNS | Barnsley                                            | hạt đô thị         | ENG               |
| GB-BIR | Birmingham                                          | hạt đô thị         | ENG               |
| GB-BOL | Bolton                                              | hạt đô thị         | ENG               |
| GB-BRD | Bradford                                            | hạt đô thị         | ENG               |
| GB-BUR | Bury                                                | hạt đô thị         | ENG               |
| GB-CLD | Calderdale                                          | hạt đô thị         | ENG               |
| GB-COV | Coventry                                            | hạt đô thị         | ENG               |
| GB-DNC | Doncaster                                           | hạt đô thị         | ENG               |
| GB-DUD | Dudley                                              | hạt đô thị         | ENG               |
| GB-GAT | Gateshead                                           | hạt đô thị         | ENG               |
| GB-KIR | Kirklees                                            | hạt đô thị         | ENG               |
| GB-KWL | Knowsley                                            | hạt đô thị         | ENG               |
| GB-LDS | Leeds                                               | hạt đô thị         | ENG               |
| GB-LIV | Liverpool                                           | hạt đô thị         | ENG               |
| GB-MAN | Manchester                                          | hạt đô thị         | ENG               |
| GB-NET | Newcastle upon Tyne                                 | hạt đô thị         | ENG               |
| GB-NTY | North Tyneside                                      | hạt đô thị         | ENG               |
| GB-OLD | Oldham                                              | hạt đô thị         | ENG               |
| GB-RCH | Rochdale                                            | hạt đô thị         | ENG               |
| GB-ROT | Rotherham                                           | hạt đô thị         | ENG               |
| GB-SHN | St. Helens                                          | hạt đô thị         | ENG               |
| GB-SLF | Salford                                             | hạt đô thị         | ENG               |
| GB-SAW | Sandwell                                            | hạt đô thị         | ENG               |
| GB-SFT | Sefton                                              | hạt đô thị         | ENG               |
| GB-SHF | Sheffield                                           | hạt đô thị         | ENG               |
| GB-SOL | Solihull                                            | hạt đô thị         | ENG               |
| GB-STY | South Tyneside                                      | hạt đô thị         | ENG               |
| GB-SKP | Stockport                                           | hạt đô thị         | ENG               |
| GB-SND | Sunderland                                          | hạt đô thị         | ENG               |
| GB-TAM | Tameside                                            | hạt đô thị         | ENG               |
| GB-TRF | Trafford                                            | hạt đô thị         | ENG               |
| GB-WKF | Wakefield                                           | hạt đô thị         | ENG               |
| GB-WLL | Walsall                                             | hạt đô thị         | ENG               |
| GB-WGN | Wigan                                               | hạt đô thị         | ENG               |
| GB-WRL | Wirral                                              | hạt đô thị         | ENG               |
| GB-WLV | Wolverhampton                                       | hạt đô thị         | ENG               |
| GB-BAS | Bath and North Đông Somerset                        | đơn vị thẩm quyền  | ENG               |
| GB-BDF | Bedford                                             | đơn vị thẩm quyền  | ENG               |
| GB-BBD | Blackburn with Darwen                               | đơn vị thẩm quyền  | ENG               |
| GB-BPL | Blackpool                                           | đơn vị thẩm quyền  | ENG               |
| GB-BMH | Bournemouth                                         | đơn vị thẩm quyền  | ENG               |
| GB-BRC | Bracknell Forest                                    | đơn vị thẩm quyền  | ENG               |
| GB-BNH | Brighton and Hove                                   | đơn vị thẩm quyền  | ENG               |
| GB-BST | Bristol, City of                                    | đơn vị thẩm quyền  | ENG               |
| GB-CBF | Central Bedfordshire                                | đơn vị thẩm quyền  | ENG               |
| GB-CHE | Cheshire Đông                                       | đơn vị thẩm quyền  | ENG               |
| GB-CHW | Cheshire West and Chester                           | đơn vị thẩm quyền  | ENG               |
| GB-CON | Cornwall                                            | đơn vị thẩm quyền  | ENG               |
| GB-DAL | Darlington                                          | đơn vị thẩm quyền  | ENG               |
| GB-DER | Derby                                               | đơn vị thẩm quyền  | ENG               |
| GB-DUR | Durham County                                       | đơn vị thẩm quyền  | ENG               |
| GB-ERY | Đông Riding of Yorkshire                            | đơn vị thẩm quyền  | ENG               |
| GB-HAL | Halton                                              | đơn vị thẩm quyền  | ENG               |
| GB-HPL | Hartlepool                                          | đơn vị thẩm quyền  | ENG               |
| GB-HEF | Herefordshire                                       | đơn vị thẩm quyền  | ENG               |
| GB-IOW | Isle of Wight                                       | đơn vị thẩm quyền  | ENG               |
| GB-IOS | Isles of Scilly                                     | đơn vị thẩm quyền  | ENG               |
| GB-KHL | Kingston upon Hull                                  | đơn vị thẩm quyền  | ENG               |
| GB-LCE | Leicester                                           | đơn vị thẩm quyền  | ENG               |
| GB-LUT | Luton                                               | đơn vị thẩm quyền  | ENG               |
| GB-MDW | Medway                                              | đơn vị thẩm quyền  | ENG               |
| GB-MDB | Middlesbrough                                       | đơn vị thẩm quyền  | ENG               |
| GB-MIK | Milton Keynes                                       | đơn vị thẩm quyền  | ENG               |
| GB-NEL | North Đông Lincolnshire                             | đơn vị thẩm quyền  | ENG               |
| GB-NLN | North Lincolnshire                                  | đơn vị thẩm quyền  | ENG               |
| GB-NSM | North Somerset                                      | đơn vị thẩm quyền  | ENG               |
| GB-NBL | Northumberland                                      | đơn vị thẩm quyền  | ENG               |
| GB-NGM | Nottingham                                          | đơn vị thẩm quyền  | ENG               |
| GB-PTE | Peterborough                                        | đơn vị thẩm quyền  | ENG               |
| GB-PLY | Plymouth                                            | đơn vị thẩm quyền  | ENG               |
| GB-POL | Poole                                               | đơn vị thẩm quyền  | ENG               |
| GB-POR | Portsmouth                                          | đơn vị thẩm quyền  | ENG               |
| GB-RDG | Reading                                             | đơn vị thẩm quyền  | ENG               |
| GB-RCC | Redcar and Cleveland                                | đơn vị thẩm quyền  | ENG               |
| GB-RUT | Rutland                                             | đơn vị thẩm quyền  | ENG               |
| GB-SHR | Shropshire                                          | đơn vị thẩm quyền  | ENG               |
| GB-SLG | Slough                                              | đơn vị thẩm quyền  | ENG               |
| GB-SGC | South Gloucestershire                               | đơn vị thẩm quyền  | ENG               |
| GB-STH | Southampton                                         | đơn vị thẩm quyền  | ENG               |
| GB-SOS | Southend-on-Sea                                     | đơn vị thẩm quyền  | ENG               |
| GB-STT | Stockton-on-Tees                                    | đơn vị thẩm quyền  | ENG               |
| GB-STE | Stoke-on-Trent                                      | đơn vị thẩm quyền  | ENG               |
| GB-SWD | Swindon                                             | đơn vị thẩm quyền  | ENG               |
| GB-TFW | Telford and Wrekin                                  | đơn vị thẩm quyền  | ENG               |
| GB-THR | Thurrock                                            | đơn vị thẩm quyền  | ENG               |
| GB-TOB | Torbay                                              | đơn vị thẩm quyền  | ENG               |
| GB-WRT | Warrington                                          | đơn vị thẩm quyền  | ENG               |
| GB-WBK | West Berkshire                                      | đơn vị thẩm quyền  | ENG               |
| GB-WIL | Wiltshire                                           | đơn vị thẩm quyền  | ENG               |
| GB-WNM | Windsor and Maidenhead                              | đơn vị thẩm quyền  | ENG               |
| GB-WOK | Wokingham                                           | đơn vị thẩm quyền  | ENG               |
| GB-YOR | York                                                | đơn vị thẩm quyền  | ENG               |
| GB-ANN | Antrim and Newtownabbey                             | huyện              | NIR               |
| GB-AND | Ards and North Down                                 | huyện              | NIR               |
| GB-ABC | Armagh, Banbridge and Craigavon                     | huyện              | NIR               |
| GB-BFS | Belfast                                             | huyện              | NIR               |
| GB-CCG | Causeway Coast and Glens                            | huyện              | NIR               |
| GB-DRS | Derry and Strabane                                  | huyện              | NIR               |
| GB-FMO | Fermanagh and Omagh                                 | huyện              | NIR               |
| GB-LBC | Lisburn and Castlereagh                             | huyện              | NIR               |
| GB-MEA | Mid and Đông Antrim                                 | huyện              | NIR               |
| GB-MUL | Mid Ulster                                          | huyện              | NIR               |
| GB-NMD | Newry, Mourne and Down                              | huyện              | NIR               |
| GB-ABE | Aberdeen City                                       | khu vực hội đồng   | SCT               |
| GB-ABD | Aberdeenshire                                       | khu vực hội đồng   | SCT               |
| GB-ANS | Angus                                               | khu vực hội đồng   | SCT               |
| GB-AGB | Argyll and Bute                                     | khu vực hội đồng   | SCT               |
| GB-CLK | Clackmannanshire                                    | khu vực hội đồng   | SCT               |
| GB-DGY | Dumfries and Galloway                               | khu vực hội đồng   | SCT               |
| GB-DND | Dundee City                                         | khu vực hội đồng   | SCT               |
| GB-EAY | Đông Ayrshire                                       | khu vực hội đồng   | SCT               |
| GB-EDU | Đông Dunbartonshire                                 | khu vực hội đồng   | SCT               |
| GB-ELN | Đông Lothian                                        | khu vực hội đồng   | SCT               |
| GB-ERW | Đông Renfrewshire                                   | khu vực hội đồng   | SCT               |
| GB-EDH | Edinburgh, City of                                  | khu vực hội đồng   | SCT               |
| GB-ELS | Eilean Siar                                         | khu vực hội đồng   | SCT               |
| GB-FAL | Falkirk                                             | khu vực hội đồng   | SCT               |
| GB-FIF | Fife                                                | khu vực hội đồng   | SCT               |
| GB-GLG | Glasgow City                                        | khu vực hội đồng   | SCT               |
| GB-HLD | Highland                                            | khu vực hội đồng   | SCT               |
| GB-IVC | Inverclyde                                          | khu vực hội đồng   | SCT               |
| GB-MLN | Midlothian                                          | khu vực hội đồng   | SCT               |
| GB-MRY | Moray                                               | khu vực hội đồng   | SCT               |
| GB-NAY | North Ayrshire                                      | khu vực hội đồng   | SCT               |
| GB-NLK | North Lanarkshire                                   | khu vực hội đồng   | SCT               |
| GB-ORK | Orkney Islands                                      | khu vực hội đồng   | SCT               |
| GB-PKN | Perth and Kinross                                   | khu vực hội đồng   | SCT               |
| GB-RFW | Renfrewshire                                        | khu vực hội đồng   | SCT               |
| GB-SCB | Scottish Borders, The                               | khu vực hội đồng   | SCT               |
| GB-ZET | Shetland Islands                                    | khu vực hội đồng   | SCT               |
| GB-SAY | South Ayrshire                                      | khu vực hội đồng   | SCT               |
| GB-SLK | South Lanarkshire                                   | khu vực hội đồng   | SCT               |
| GB-STG | Stirling                                            | khu vực hội đồng   | SCT               |
| GB-WDU | West Dunbartonshire                                 | khu vực hội đồng   | SCT               |
| GB-WLN | West Lothian                                        | khu vực hội đồng   | SCT               |
| GB-BGW | Blaenau Gwent                                       | đơn vị thẩm quyền  | WLS               |
| GB-BGE | Bridgend [Pen-y-bont ar Ogwr GB-POG]                | đơn vị thẩm quyền  | WLS               |
| GB-CAY | Caerphilly [Caerffili GB-CAF]                       | đơn vị thẩm quyền  | WLS               |
| GB-CRF | Cardiff [Caerdydd GB-CRD]                           | đơn vị thẩm quyền  | WLS               |
| GB-CMN | Carmarthenshire [Sir Gaerfyrddin GB-GFY]            | đơn vị thẩm quyền  | WLS               |
| GB-CGN | Ceredigion [Sir Ceredigion]                         | đơn vị thẩm quyền  | WLS               |
| GB-CWY | Conwy                                               | đơn vị thẩm quyền  | WLS               |
| GB-DEN | Denbighshire [Sir Ddinbych GB-DDB]                  | đơn vị thẩm quyền  | WLS               |
| GB-FLN | Flintshire [Sir y Fflint GB-FFL]                    | đơn vị thẩm quyền  | WLS               |
| GB-GWN | Gwynedd                                             | đơn vị thẩm quyền  | WLS               |
| GB-AGY | Anglesey [Sir Ynys Môn GB-YNM]                      | đơn vị thẩm quyền  | WLS               |
| GB-MTY | Merthyr Tydfil [Merthyr Tudful GB-MTU]              | đơn vị thẩm quyền  | WLS               |
| GB-MON | Monmouthshire [Sir Fynwy GB-FYN]                    | đơn vị thẩm quyền  | WLS               |
| GB-NTL | Neath Port Talbot [Castell-nedd Port Talbot GB-CTL] | đơn vị thẩm quyền  | WLS               |
| GB-NWP | Newport [Casnewydd GB-CNW]                          | đơn vị thẩm quyền  | WLS               |
| GB-PEM | Pembrokeshire [Sir Benfro GB-BNF]                   | đơn vị thẩm quyền  | WLS               |
| GB-POW | Powys                                               | đơn vị thẩm quyền  | WLS               |
| GB-RCT | Rhondda, Cynon, Taff [Rhondda, Cynon, Taf]          | đơn vị thẩm quyền  | WLS               |
| GB-SWA | Swansea [Abertawe GB-ATA]                           | đơn vị thẩm quyền  | WLS               |
| GB-TOF | Torfaen [Tor-faen]                                  | đơn vị thẩm quyền  | WLS               |
| GB-VGL | Thung lũng Glamorgan [Bro Morgannwg GB-BMG]         | đơn vị thẩm quyền  | WLS               |
| GB-WRX | Wrexham [Wrecsam GB-WRC]                            | đơn vị thẩm quyền  | WLS               |